# Schröder Gebrüder & Co.
Schröder Gebrüder & Co. war ein Hamburger Merchant-Bankhaus, das von 1846 bis 1969 als selbstständiges Unternehmen im Familienbesitz bestand. 1969 ging Schröder Gebrüder & Co. im Bankhaus Schröder, Münchmeyer, Hengst & Co. auf.

## Geschichte
Das Handelshaus Gebrüder Schröder & Co. wurde 1846 in Hamburg von den beiden Brüdern Johann Rudolph Schröder (1821–1887) und Bernhard Hinrich Schröder (1816–1849) aus Quakenbrück gegründet.
War das Unternehmen anfänglich im Warengeschäft tätig und handelte vor allem mit „Kopra, Palmkernen, Getreide, Gummi, Kaffee und Salpeter“, so rückte bald die Finanzierung von Handelsgeschäften in den Vordergrund. Der Schwerpunkt war der Guanohandel. Daneben wurde Devisenhandel und Börsengeschäfte getätigt. Mitte der 1840er Jahre war der später für seine Ausgrabungen in Troja bekannte Heinrich Schliemann als Buchhalter und Korrespondent in dem Handelshaus tätig.
Die Gesellschaft beteiligte sich 1856 an der Gründung der Vereinsbank Hamburg. Ab den 1880er Jahren wurde in den deutschen Kolonien in Plantagen und Brauereien investiert. 1886 wurde Rudolph Freiherr von Schröder (1852–1938) Seniorchef. Ende des 19. Jahrhunderts stieg Schröder Gebrüder & Co. schließlich zum bedeutendsten Salpeterlieferanten für Deutschland, Frankreich, Belgien und Holland auf.
Da Rudolph Freiherr von Schröders Bruder Bruno Schröder 1910 Hauptanteilseigner des Bankhauses J. Henry Schröder & Co. wurde, entstanden enge Geschäftsbeziehungen zu dieser Bank mit einem verstärkten Fokus auf Finanzgeschäfte.
Nach dem Ersten Weltkrieg wurde das Warengeschäft sukzessive ganz aufgegeben. Die Unternehmung überstand auch dank guter Kontakte nach London die beiden Weltkriege und verblieb im Familienbesitz. Nach dem Zweiten Weltkrieg lag der Schwerpunkt der Geschäftstätigkeit in der Industriefinanzierung und in der Finanzierung von Außenhandelsgeschäften.
Das Bankhaus hatte seinen Sitz am Neuen Jungfernstieg 15.